# جوان خوري
جوان خوري (بالإنجليزية: Joanne Chory)‏ (مواليد 1955) عالمة نباتات وعالمة في الوراثة أمريكية الجنسية من أصل لبناني. خوري أستاذة ومديرة مختبر بيولوجيا النباتات الجزيئية والخلوية في معهد سولك للدراسات البيولوجية ومحققة في معهد هوارد هيوز الطبي. حاصلة على عضوية "هوارد هـ. ومريام ر. نيومان في بيولوجيا النبات. وهي أستاذ مساعد في علم الأحياء الخلوي والتطوري في جامعة كاليفورنيا سان دييغو.

## السيرة الشخصية
حصلت جوان على شهادة البكالوريوس في علم الأحياء من كلية أوبرلين، أوهايو؛ وعلى شهادة الدكتوراة من جامعة إلينوي في إربانا-شامبين. كانت زميلة ما بعد الدكتوراة في مدرسة طب هارفارد في مختبر فريدريك أوسوبيل. عام 1988، انضمت إلى معهد سولك للدراسات البيولوجية كأستاذ مساعد.
وُلدت جوان في بوسطن، ماساتشوستس عام 1955. ونشأت وسط عائلتها المكونة من أبويها اللبنانيين وأربعة إخوة وأخت واحدة. ثم بدأت تعليمها العالي بالتحاقها بجامعة أوبرلين في أوهايو، وفيها تخرجت ونالت درجة البكالريوس في علم الأحياء مع مرتبة الشرف. ثم استكلمت تعليمها في جامعة إلينوي، وفيها حصلت على درجة الدكتوراه. ثم صارت جوان زميلة ما بعد الدكتوراه في مدرسة طب هافارد في مختبر فريدريك أوسوبيل. وفي عام 1988 انضمت إلى معهد سولك للدراسات البيولوجية كأستاذ مساعد.
وفي النهاية تزوجت ستيفن ورلاند، وتبنت معه طفلين. وفي عام 2004، شُخصت جوان بمرض باركنسون، وعانت بسببه لفترة تزيد عن العقد، ولكن تحسنت حالتها لاحقًا واستكملت أبحاثها في علم الجينات بفضل العلاجات الطبية والجهاز المزروع في دماغها الذي ينظم حركتها. وإلى جانب ولعها بعلم الجينات، فهي تسعى أيضًا إلى حث النساء اليافعات على دراسة العلوم، وهي تعمل جاهدةً على تحسين أوضاع النساء في مجالها.
ولم تبد اهتمامها بعلم الجينات في البداية، ففي مطلع حياتها المهنية كانت جوان تصب كل تركيزها على علم الأحياء الدقيقة. ومع مرور الوقت، وبفضل أبحاثها في ذلك المجال، زاد اهتمامها بعلم الجينات، وتحديدًا أبحاثها المتعلقة بنبتة رشاد أذن الفأر. وفي خلال فترة مهنتها المطولة، حازت جوان على عدة أويمة وتشريفات مرموقة من أجل إسهاماتها المتعددة في المجال.

## تكريمات وجوائز
- 2018 جائزة غروبر في علم الوراثة[16]
- 2018 جائزة بريك ثرو في العلوم الحياتية [17]
- 2015 انتخبت للانضمام إلى الجمعية الأمريكية للفلسفة [18]
- 2012 وسام جمعية علم الوراثة الأمريكية [19]
- 2011 عضو أجنبي منتخب في الجمعية الملكية [20]
- 2009 انتخبت عضواً أجنبياً في الأكاديمية الفرنسية للعلوم، فرنسا
- 2008 عضو في الأكاديمية الألمانية للعلوم ليوبولدينا
- 2006 عضو مشارك في المنظمة الأوروبية للبيولوجيا الجزيئية
- 2005 زمالة الجمعية الأمريكية لتقدم العلوم
- 2004 جائزة كومهو في البيولوجيا الجزيئية النباتية [21]
- 2003 الأمريكيون العلماء 50: رواد الأبحاث الزراعية
- 2000 جوائز لوريال-اليونسكو للمرأة في العلوم، جائزة تمنح للنساء في القطاعات العلمية
- 1999 انتخبت عضواً في الأكاديمية الوطنية للعلوم
- 1998 انتخبت زميلاً في الأكاديمية الأمريكية للفنون والعلوم
- 1997 محققة في معهد هوارد هيوز الطبي [22]
- 1995 جائزة تشارلز ألبرت شول، منحتها لها الجمعية الأمريكية لعلماء علم أحياء النباتات
- 1994 جائزةNAS للمبادرة في مجال الأبحاث

## المساهمات العلمية
تهتم العالمة جوان خوري بتحديد الآليات التي تستجيب بها النباتات للتغيرات في البيئة المضاءة. إشارات الضوء متطلّبة لتحريض وتنظيم العديد من العمليات التي تؤدي إلى نمو النبات. شاركت في الأبحاث التي تقوم على تحليل هذه العملية المعقدة عن طريق عزل الطفرات التي تغيّر نمو البادرات التي تنتظم بالضوء في رشاد أذن الفأر. حددت أعمالها وجود طفرات ناقصة في المستقبلات الضوئية في صبغ الفيتوكروم وفي الكاظمات المتحكم بها نووياً وكشفت عن أن هرمونات الستيرويد تتحكم بنمو الأشتال المنظّم بالضوء. شارك مختبر الدكتورة خوري في أبحاث التلاعب بمسار التخليق الحيوي للمنشطات التي تغير من نمو وتطور النبات وتعريف مستقبلات الستيرويد المفترض، وهو مستقبل كيناز غشائي. شاركت مجموعتها أيضاً في فهم استجابة البلاستيدات الخضراء للإشارات الرجعية النووية  واستجابات النباتات التي تتجنب الظل.
تتركز أبحاث جوان حول تحسين معدل نمو النباتات إلى نحو أمثل من أجل استدامة عدد السكان المتزايد. فقد تناولت جوان نبتة رشاد أذن الفأر كنموذج حيوي ولكنها تنوي تطبيق أبحاثها على كل النباتات. فهي تقوم بتحفيز حدوث طفرات على جينات النباتات وتدرس تأثير تلك الطفرات على نمو النباتات. وتوصلت إلى تلك النتائج من عدة زوايا ومناهج، حيث أنها استعانت بعلوم الجينات، والجينوم، وبيولوجيا الخلية، وتكنولوجيا الأشعة السينية في تصوير البللورات، والكيمياء الحيوية، وعلم البيئة. وأدت أبحاثها إلى قفزات هائلة في فهم حساسية الضوء والهرمونات عند النباتات. وهي تستعين بتلك المعرفة من أجل تحسين نمو النباتات على أمل أن تؤدي تلك الأعمال إلى تحسين حياة البشر واستيعاب الأعداد المتزايدة من السكان.

## وصلات خارجية
- السيرة الذاتية والأبحاث على موقع معهد هوارد هيوز الطبي
- صفحة الكلية الإلكترونية على موقع معهد سولك للدراسات البيولوجية
- قائمة المنشورات والاقتباسات على موقع جوجل سكولار